# Chambarak
Chambarak là một đô thị thuộc tỉnh Gegharkunik, Armenia. Dân số ước tính năm 2011 là 7416 người.